# L'Homme terminal (film)
Pour le roman initial, voir L'Homme terminal.
Pour plus de détails, voir Fiche technique et Distribution.
L'Homme terminal ou Homicides incontrôlés (The Terminal Man) est un film américain réalisé par Mike Hodges, sorti en 1974. C'est une adaptation du roman de même nom de Michael Crichton, paru en 1972.

## Synopsis
Des scientifiques américains tentent sur un être humain la première greffe d'un cerveau électronique. Une fausse manœuvre transforme en monstre le cobaye humain. Comment arrêter cette machine à tuer ?
Ingénieur informaticien lui-même, Benson, atteint de troubles psychiques, s'est porté volontaire pour cette expérience qui peut le guérir de son épilepsie mais risque de faire de lui un meurtrier prédéterminé extrêmement dangereux.
Nous suivons les phases de l'opération, de la fuite et de la poursuite de l'« homme terminal » comme une tragédie scientifique implacable, d'une vraisemblance absolue. Qui prendra la décision d'abattre Benson ?

## Fiche technique
- Titres français : L'Homme terminal, Homicides incontrôlés
- Titre anglais : The Terminal Man
- Réalisation : Mike Hodges
- Scénario : Mike Hodges, d'après le roman L'Homme terminal de Michael Crichton
- Musique : Glenn Gould
- Costumes : Donald Brooks et Nino Novarese
- Pays de production : États-Unis
- Format : Couleurs - Technicolor
- Genre : Science-fiction
- Durée : 107 minutes
- Date de sortie : 1974

## Distribution
- George Segal : Harry Benson
- Joan Hackett : le Dr Janet Ross
- Richard A. Dysart : le Dr John Ellis
- Donald Moffat : le Dr Arthur McPherson
- Michael C. Gwynne : le Dr Robert Morris
- William Hansen (en) : le Dr Ezra Manon
- Jill Clayburgh : Angela Black
- Norman Burton : Anders